# 清水昇 (作家)
清水昇（しみず のぼる、1944年12月6日 - ）は、日本の歴史作家。

## 人物・来歴
群馬県生まれ。群馬県立富岡高等学校卒。歴史小説、歴史書、小説のほか、各出版社の歴史雑誌に論考や歴史評論を発表している。

## 著書
- 『小説大野九郎兵衛』（あさを社、1977年）
- 『消された一族 清和源氏新田氏支流・世良田氏』（あさを社、1990年）
- 『戦国剣豪100選』（リイド文庫、2007年）
- 『江戸三百藩大名100選』（リイド文庫、2008年）
- 『戦国忍者列伝 80人の履歴書』（河出書房新社（のち学研M文庫）、2008年）
- 『江戸の隠密・御庭番』（河出書房新社、2009年）
- 『坂本龍馬と幕末維新人物100選』（リイド文庫、2009年）
- 『戦国忍者は歴史をどう動かしたのか?』（ベスト新書、2009年）
- 『お江のすべて 徳川二代将軍夫人になった戦国の姫君』（河出文庫、2010年）
- 『幕末維新剣客列伝 激動の世を剣で駆け抜けた男たち』歴史群像編集部編（学研パブリッシング、2010年）
- 『戦国忍者列伝―乱世を暗躍した66人』（学研M文庫、2010年）
- 『日本男子なら知っておきたい　悪妻の日本史』（実業之日本社、2013年）[1]
- 『真田四将伝 幸隆・昌幸・幸村・信之』信濃毎日新聞社, 2014.11
- 『碓氷峠を越えたアプト式鉄道 66.7パーミルへの挑戦』交通新聞社新書 2015.2
- 『闘将真田幸村 大坂の陣・真田丸の攻防』河出文庫 2015.9

### 共著
- 『大奥 女たちの暮らしと権力闘争』川口素生共著（新紀元社、2007年）
- 『徳川一族 時代を創った華麗なる血族』川口素生共著（新紀元社、2009年）